# Universitat de Daugavpils
La Universitat de Daugavpils (en letó : Daugavpils Universitāte) és una universitat pública situada a Daugavpils, Letònia.
La Universitat de Daugavpils és un acreditat establiment d'educació superior, fundat l'any 1921 va passar a dir-se «Institut Estatal Normal de Daugavpils» el 1923. Va aconseguir l'estatus d'«Universitat de Daugavpils» el 13 d'octubre de 2001. Inclou cinc facultats amb uns 6.100 estudiants: Ciències naturals i matemàtiques, Humanitats, Educació i Gestió, Música i Arts, i Ciències socials. Hi ha hagut converses que preveuen la seva fusió amb la Universitat de Letònia.